# Cahuzac, Tarn

Cahuzac este o comună în departamentul Tarn din sudul Franței. În 2009 avea o populație de 348 de locuitori.

## Evoluția populației
| An        | 1975 | 1982 | 1990 | 1999 | 2006 | 2009 |
| --------- | ---- | ---- | ---- | ---- | ---- | ---- |
| Populație | 139  | 218  | 160  | 141  | 332  | 348  |

## Site-uri și monumente

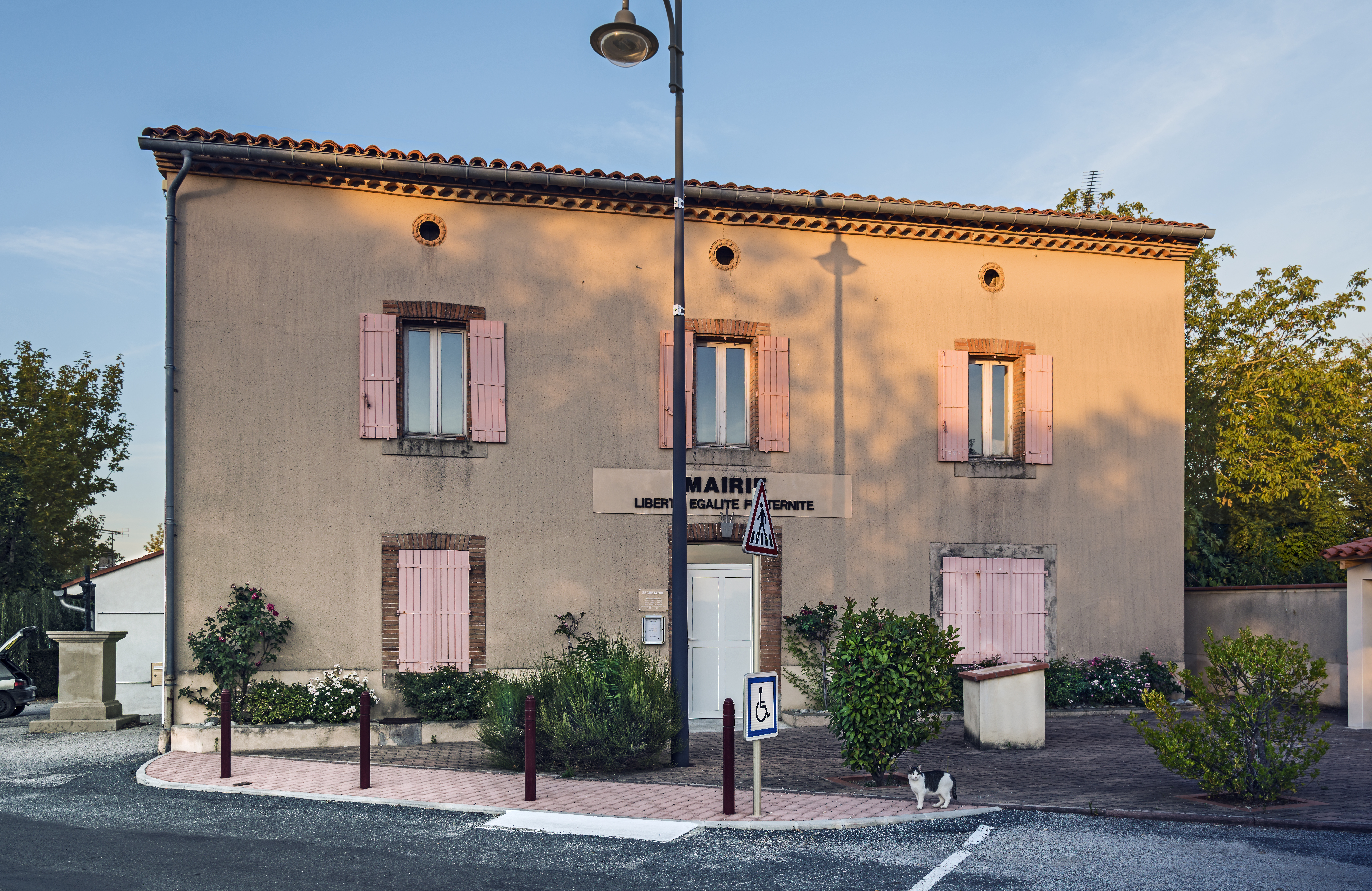
Primăria.
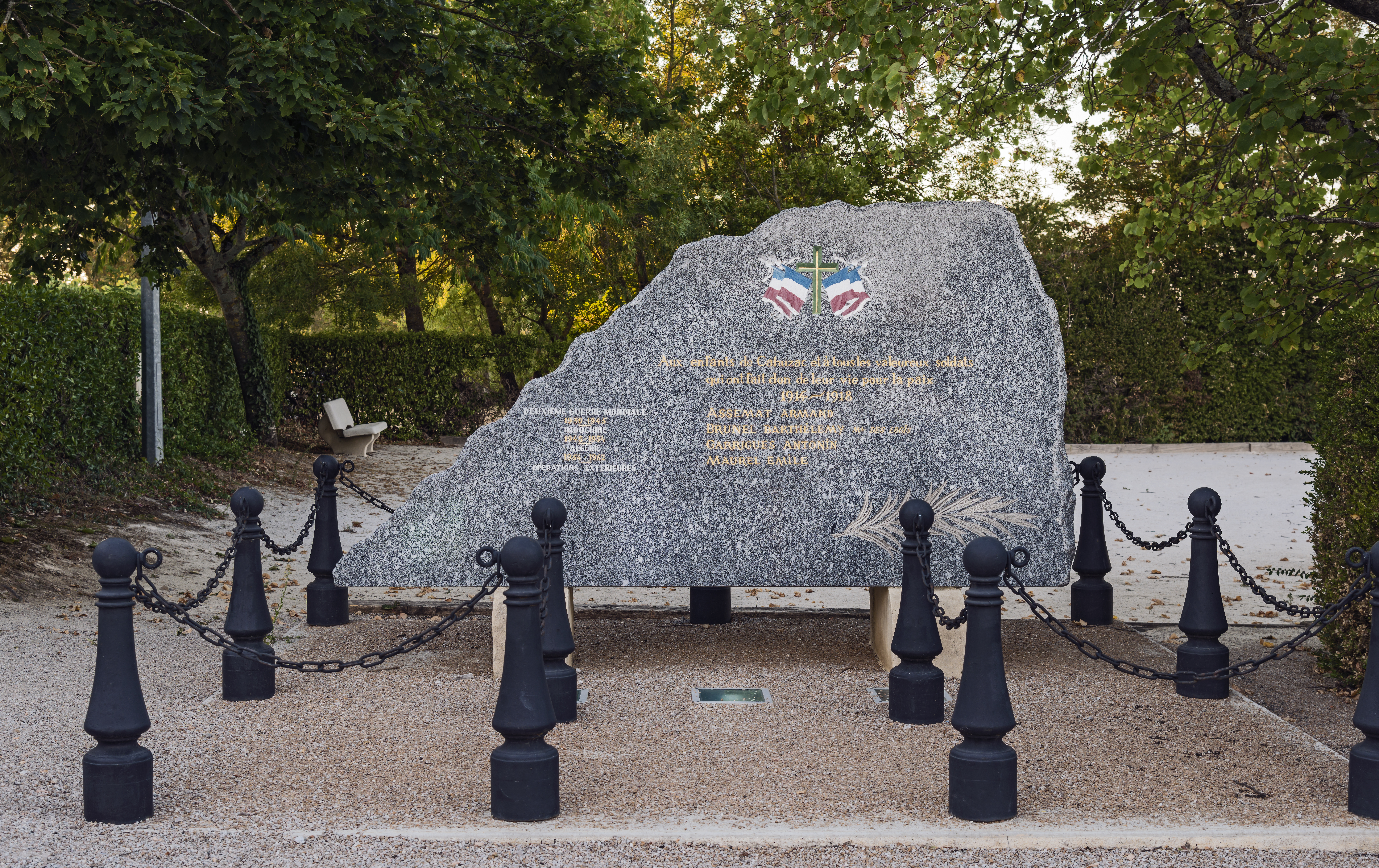
Memorialul de război.
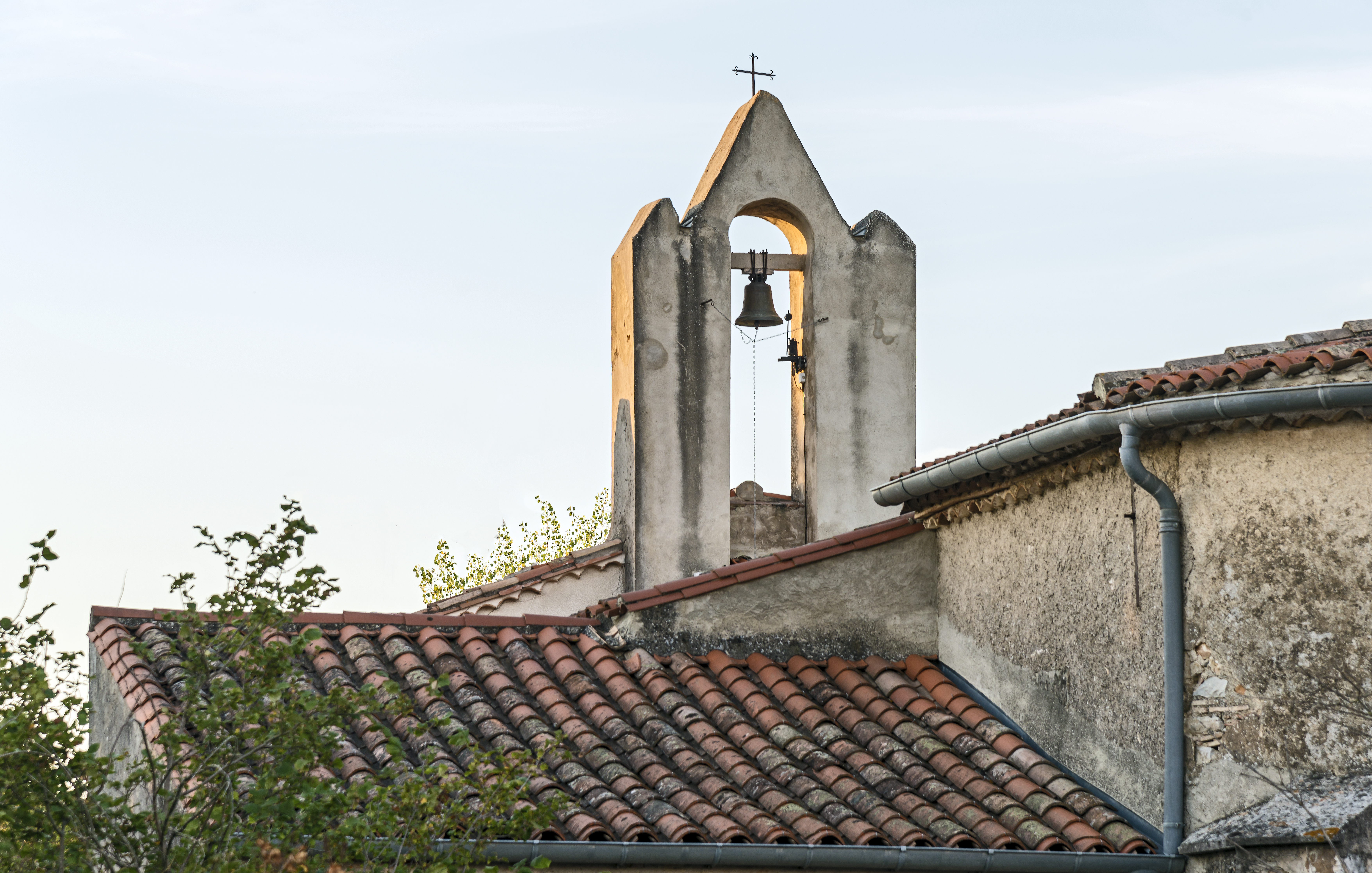
Turnul bisericii.